# Tmarus pulchripes
Tmarus pulchripes is een spinnensoort in de taxonomische indeling van de krabspinnen (Thomisidae).
Het dier behoort tot het geslacht Tmarus. De wetenschappelijke naam van de soort werd voor het eerst geldig gepubliceerd in 1894 door Tord Tamerlan Teodor Thorell.